# Wassyl Schtschurat

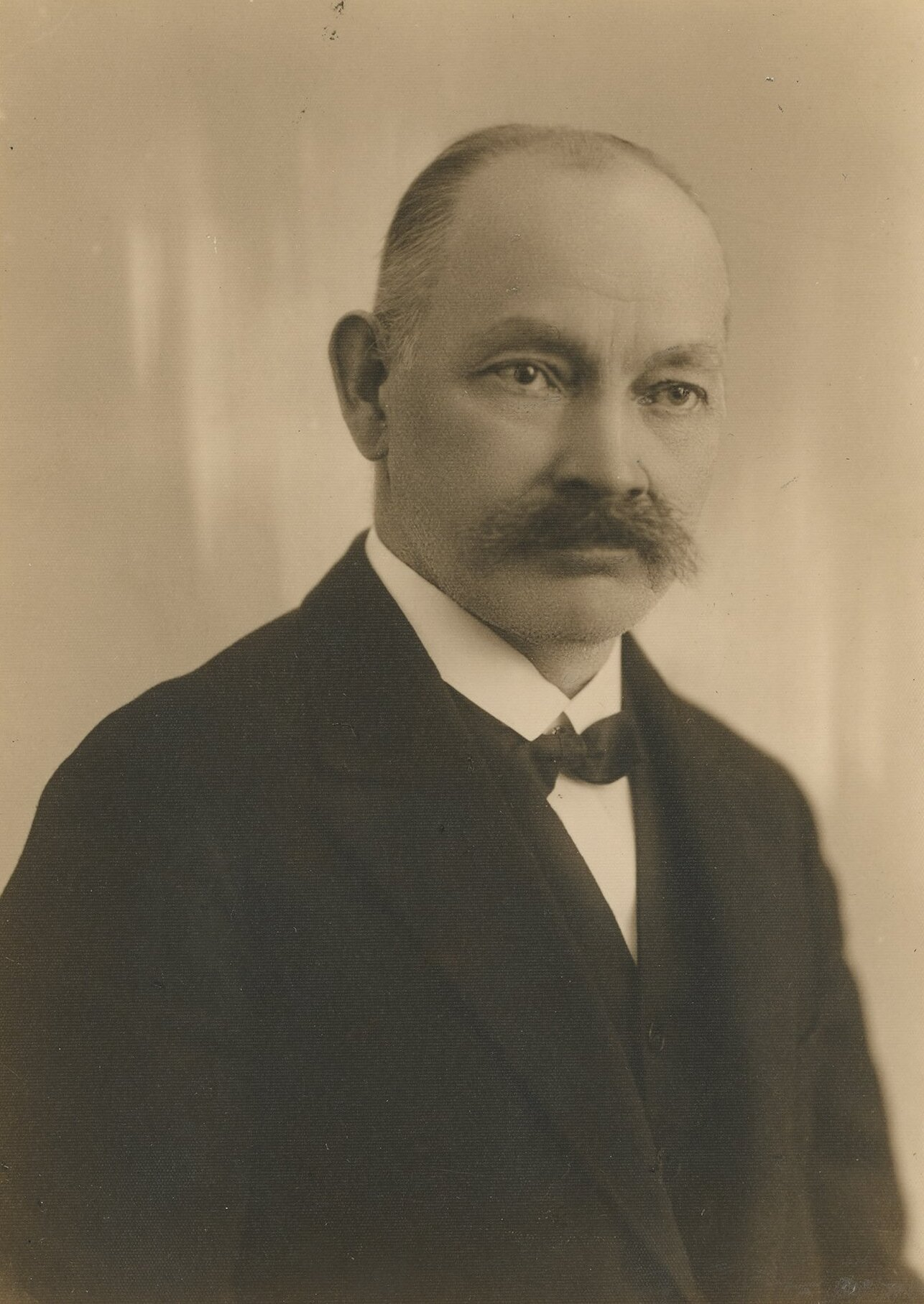
Wassyl Schtschurat

Wassyl Hryhorowytsch Schtschurat (ukrainisch Василь Григорович Щурат; * 12. Augustjul. / 24. August 1871greg. in Wysloboky, Königreich Galizien und Lodomerien, Österreich-Ungarn; † 27. April 1948 in Lwiw, Ukrainische SSR, Sowjetunion) war ein sowjetischer Literaturwissenschaftler, Schriftsteller und Übersetzer.

## Leben
Wassyl Schtschurat kam im Dorf Wysloboky (Вислобоки) im österreichischen Kronland Königreich Galizien und Lodomerien im heutigen Rajon Kamjanka-Buska der ukrainischen Oblast Lwiw zur Welt.
Er besuchte von 1884 an das akademische Gymnasium in Lemberg (Lwiw) und studierte zwischen 1892 und 1894 slawische Philologie an der Universität Wien und von 1895 an der Universität Lemberg. Er promovierte 1896 in slawischer Sprache und Philologie an der Wiener Universität Wien und erhielt den akademischen Grad eines Doktors der Philologie.
Von 1903 bis 1904 studierte er die Scholastik der Epoche von René Descartes an der Universität in Straßburg.
Er schloss Bekanntschaft mit Mychajlo Drahomanow und Iwan Franko, unter dessen Gunst er in das literarische und öffentliche Leben eintrat und unter dessen Einfluss er bis 1896 blieb.
Von 1897 an unterrichtete er am staatlichen Gymnasium in Stanislaw, daraufhin von 1898 bis 1901 am Gymnasium in Przemyśl, zwischen 1901 und 1907 war er als Gymnasiallehrer in Brody und von 1907 bis 1918 an der Schule Nr. 8 in Lwiw tätig, wo er auch in der Proswita aktiv war.
Zudem war er 1896 und 1904–1906 Mitherausgeber der Zeitung „Bukowina“ in Czernowitz, half in Lwiw in den Jahren 1906/07 bei der Herausgabe der modernistischen Zeitschrift S'vit und arbeitete 1908/09 sowie 1911/12 als Chefredakteur bei zwei verschiedenen Zeitungen.
In den Jahren 1915 bis 1923 leitete er die Wissenschaftliche Schewtschenko-Gesellschaft in Lwiw.
Da er sich 1921 weigerte, dem polnischen Staat die Treue zu schwören, war er in der Zwischenkriegszeit als Direktor des privaten Mädchengymnasiums der basilianischen Schwestern in Lwiw tätig. Außerdem war er dort auch zwischen 1921 und 1923 der erste Rektor der bis 1925 bestehenden ukrainischen Geheimuniversität (Таємний український університет), wofür er 1921 von den polnischen Behörden drei Monate lang inhaftiert wurde.
Man wählte ihn 1928 zum Präsidenten der Gesellschaft der Schriftsteller und Journalisten in Galizien. Von 1939 bis 1941 und erneut von 1944 bis 1948 war er Direktor der Lemberger Wissenschaftsbibliothek der Akademie der Wissenschaften der Ukrainischen SSR und in den Jahren 1939 bis 1941 war er Professor an der Universität Lwiw.

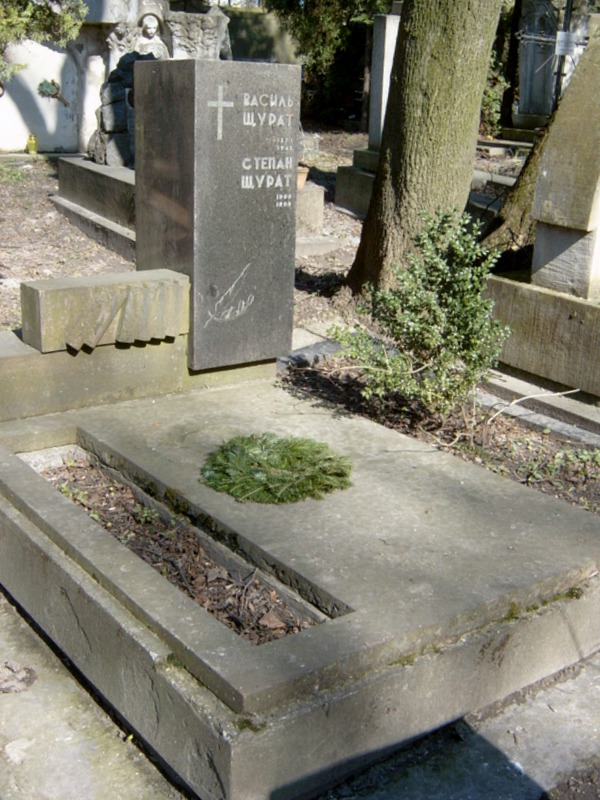
Schtschurats Grabstätte auf dem Lytschakiwski-Friedhof

Er starb 76-jährig in Lwiw und wurde dort auf dem Lytschakiwski-Friedhof bestattet.

## Werk
Wassyl Schtschurat widmete sein wissenschaftliches Werk den Bereichen Folklore, Ethnographie, Literatur- und Kunstgeschichte, Literaturwissenschaft sowie der Erforschung der gesellschaftlichen Entwicklung und der Kultur in der Westukraine. Er verfasste insgesamt über 200 Studien, Artikel und Monographien, inklusive Forschungen unter anderem zu Taras Schewtschenko, Jurij Fedkowytsch, Markijan Schaschkewytsch, Pantelejmon Kulisch, Iwan Kotljarewskyj, Hryhorij Kwitka-Osnowjanenko und Iwan Franko. Außerdem war er als Übersetzer tätig und übersetzte eine bedeutende Anzahl prosaischer und poetischer Werke aus der deutschen, polnischen, italienischen, rumänischen, russischen und weißrussischen Sprache ins Ukrainische, darunter insbesondere Werke von Goethe, Adam Mickiewicz, Juliusz Słowacki, aber auch die Oden von Horaz, das Rolandslied sowie einzelne Werke von Puschkin, Nikolai Nekrassow, Maxim Gorki und Jakub Kolas.
Lyrische Sammlungen:
- 1895 Lux in tenebris
- 1898 Moji lysty (ukrainisch: Мої листи)
- 1904 Na trembiti (ukrainisch: На трембіті)
- 1907 Istorytschni pisni (ukrainisch: Історичні пісні)
- 1909 Wybir pissen (ukrainisch: Вибір пісень)

## Ehrungen und Mitgliedschaften
- Orden des Roten Banners der Arbeit[5]
- Mitglied der Akademie der Wissenschaften der Ukraine[4]
- Mitglied der Wissenschaftlichen Schewtschenko-Gesellschaft (ab 1914)[2]